# Janusia muiri
Janusia muiri là một loài nhện trong họ Ctenidae.
Loài này thuộc chi Janusia. Janusia muiri được miêu tả năm 1973 bởi Gray.